# Wyspy Dziewicze Stanów Zjednoczonych na Letnich Igrzyskach Olimpijskich 2016
Wyspy Dziewicze Stanów Zjednoczonych na Letnich Igrzyskach Olimpijskich 2016 w Rio de Janeiro, reprezentowało siedmiu zawodników: pięciu mężczyzn i dwie kobiety. Był to 12. start reprezentacji Wysp Dziewiczych Stanów Zjednoczonych na letnich igrzyskach olimpijskich.

## Reprezentanci

### Boks
| Zawodnik        | Konkurencja          | 1/16             | 1/8              | Ćwierćfinały     | Półfinały        | Finał            | Finał   |
| Zawodnik        | Konkurencja          | Przeciwnik Wynik | Przeciwnik Wynik | Przeciwnik Wynik | Przeciwnik Wynik | Przeciwnik Wynik | Pozycja |
| --------------- | -------------------- | ---------------- | ---------------- | ---------------- | ---------------- | ---------------- | ------- |
| Clayton Laurent | superciężka mężczyzn | Pfeifer W 2-1    | Yoka P 0-3       | NQ               | NQ               | NQ               | 9.      |

### Lekkoatletyka
Konkurencje biegowe
| Zawodnik               | Konkurencja                         | Runda 1  | Runda 1 | Runda 2  | Runda 2 | Półfinał | Półfinał | Finał    | Finał   |
| Zawodnik               | Konkurencja                         | Rezultat | Pozycja | Rezultat | Pozycja | Rezultat | Pozycja  | Rezultat | Pozycja |
| ---------------------- | ----------------------------------- | -------- | ------- | -------- | ------- | -------- | -------- | -------- | ------- |
| Eddie Lovett           | Bieg na 110 m przez płotki mężczyzn | 13,77    | 8.      | -        | -       | NQ       | NQ       | NQ       | NQ      |
| LaVerne Jones-Ferrette | Bieg na 200 m kobiet                | 23,35    | 6.      | -        | -       | NQ       | NQ       | NQ       | NQ      |

Konkurencje techniczne
| Konkurencja    | Zawodnik          | Eliminacje | Eliminacje | Finał    | Finał   |
| Konkurencja    | Zawodnik          | Rezultat   | Pozycja    | Rezultat | Pozycja |
| -------------- | ----------------- | ---------- | ---------- | -------- | ------- |
| Muhammad Halim | trójskok mężczyzn | x          | NM         | NQ       | NQ      |

## Pływanie
| Zawodniczka     | Konkurencja                    | Eliminacje | Eliminacje | Półfinał | Półfinał | Finał | Finał   |
| Zawodniczka     | Konkurencja                    | Czas       | Miejsce    | Czas     | Miejsce  | Czas  | Miejsce |
| --------------- | ------------------------------ | ---------- | ---------- | -------- | -------- | ----- | ------- |
| Rexford Tullius | 200 m st. grzbietowym mężczyzn | 1:59,14    | 20.        | NQ       | NQ       | NQ    | NQ      |
| Caylee Watson   | 100 m st. grzbietowym kobiet   | 1:07,19    | 30.        | NQ       | NQ       | NQ    | NQ      |

## Żeglarstwo
| Zawodnik    | Konkurencja | Wyścig | Wyścig | Wyścig | Wyścig | Wyścig | Wyścig | Wyścig | Wyścig | Wyścig | Wyścig | Wyścig | Punkty | Finałowa pozycja |
| Zawodnik    | Konkurencja | 1      | 2      | 3      | 4      | 5      | 6      | 7      | 8      | 9      | 10     | M*     | Punkty | Finałowa pozycja |
| ----------- | ----------- | ------ | ------ | ------ | ------ | ------ | ------ | ------ | ------ | ------ | ------ | ------ | ------ | ---------------- |
| Cy Thompson | Laser       | 13     | 4      | 11     | 35     | 22     | 33     | 6      | 20     | 17     | 16     | NQ     | 152    | 19.              |